# Uruma
Uruma (em japonês: うるま市; transl. Urumashi) é uma cidade japonesa localizada na província de Okinawa.
Em 1 de março de 2016, a cidade tinha uma população estimada em 122 229 habitantes e uma densidade populacional de 1 421 h/km². Tem uma área total de 86,00 km².
Recebeu o estatuto de cidade a 1 de abril de 2005.